# Колумбус (округ, Північна Кароліна)
Шаблон:StateAbbr_ 34°16′ пн. ш. 78°40′ зх. д. / 34.26° пн. ш. 78.67° зх. д.
Округ  Колумбус (англ. Columbus County) — округ (графство) у штаті  Північна Кароліна, США. Ідентифікатор округу 37047.

## Історія
Округ утворений 1808 року.

## Демографія
За даними перепису 
2000 року 
загальне населення округу становило 54749 осіб, зокрема міського населення було 6364, а сільського — 48385.
Серед мешканців округу чоловіків було 26323, а жінок — 28426. В окрузі було 21308 домогосподарств, 15048 родин, які мешкали в 24060 будинках.
Середній розмір родини становив 3,01.
Віковий розподіл населення поданий у таблиці:
| Стать    | До 15 років | 15-21 | 22-29 | 30-39 | 40-49 | 50-65 | 65-85 | Понад 85 |
| -------- | ----------- | ----- | ----- | ----- | ----- | ----- | ----- | -------- |
| Чоловіки | 5771        | 2786  | 2712  | 3740  | 3897  | 4488  | 2747  | 182      |
| Жінки    | 5704        | 2635  | 2584  | 3903  | 4096  | 4895  | 4005  | 604      |

## Виноски
1. ↑  U.S. Decennial Census. United States Census Bureau. Архів оригіналу за 12 квітня 2013. Процитовано 13 січня 2015.
2. ↑  Historical Census Browser. University of Virginia Library. Архів оригіналу за 11 серпня 2012. Процитовано 13 січня 2015.
3. ↑  Forstall, Richard L., ред. (27 березня 1995). Population of Counties by Decennial Census: 1900 to 1990. United States Census Bureau. Архів оригіналу за 3 березня 2015. Процитовано 13 січня 2015.
4. ↑  Census 2000 PHC-T-4. Ranking Tables for Counties: 1990 and 2000 (PDF). United States Census Bureau. 2 квітня 2001. Архів оригіналу (PDF) за 18 грудня 2014. Процитовано 13 січня 2015.
5. ↑  State & County QuickFacts. United States Census Bureau. Архів оригіналу за 6 червня 2011. Процитовано 18 жовтня 2013.(англ.) Наведено за англійською вікіпедією.
6. ↑  American FactFinder. Бюро перепису населення США. Архів оригіналу за 29 липня 2011. Процитовано 31 січня 2008.

| США | Це незавершена стаття з географії США. Ви можете допомогти проєкту, виправивши або дописавши її. |